# Madison Kodiaks
Die Madison Kodiaks waren eine US-amerikanische Eishockeymannschaft aus Madison, Wisconsin. Das Team spielte in der Saison 1999/2000 in der United Hockey League.

## Geschichte
Die Mannschaft wurde 1999 als Franchise der United Hockey League gegründet. Das Team befand sich im Besitz von 14 Einzelpersonen und wurde als Nachfolger der Madison Monsters angesiedelt. Ihre einzige Spielzeit beendeten die Kodiaks auf dem dritten Platz der Western Division. In den anschließenden Playoffs um den Colonial Cup scheiterten sie nach einem Sieg über die Rockford IceHogs in der zweiten Runde am späteren Meister Flint Generals in der Best-of-Seven-Serie mit 2:4 Siegen. Anschließend wurde das Team nach Kalamazoo, Michigan umgesiedelt, wo es unter dem Namen Kalamazoo Wings am Spielbetrieb der UHL teilnahm. Dort füllte das Team die Lücke, die vom Traditionsclub Kalamazoo Wings/Michigan K-Wings aus der International Hockey League im selben Jahr hinterlassen worden war.

## Saisonstatistik
Abkürzungen: GP = Spiele, W = Siege, L = Niederlagen, T = Unentschieden, OTL = Niederlagen nach Overtime SOL = Niederlagen nach Shootout, Pts = Punkte, GF = Erzielte Tore, GA = Gegentore, PIM = Strafminuten
| Saison  | GP | W  | L  | T | OTL | SOL | Pts | GF  | GA  | Platz       | Playoffs                        |
| 1999/00 | 74 | 35 | 33 | — | —   | 6   | 76  | 254 | 276 | 3., Western | Niederlage in der zweiten Runde |

## Team-Rekorde

### Karriererekorde
Spiele: 74  Brad Englehart,  Andy Faulkner,  Brian Wilson
Tore: 43  Jim Duhart
Assists: 74  Josh Boni
Punkte: 99  Josh Boni
Strafminuten: 241  Steve Parsons

## Bekannte Spieler
- Mikhail Nemirovsky